# 薩利納斯 (烏拉圭)

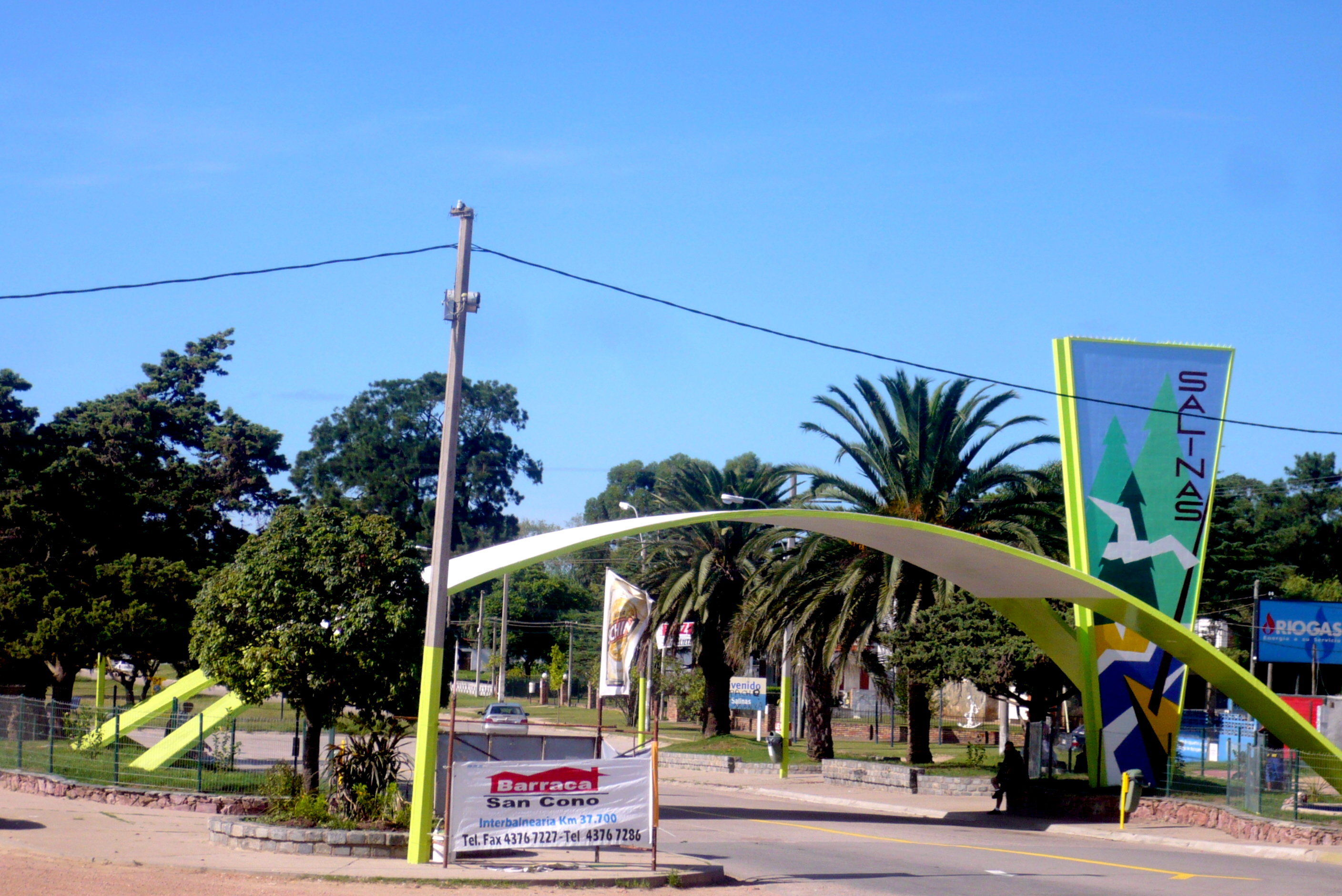
萨利纳斯风光

薩利納斯(Salinas)是烏拉圭的城市，由卡內洛內斯省負責管轄，位於該國南部拉普拉塔河畔，距離首都蒙特維多38公里，海拔高度15米，2004年人口6,574。

## 外部連結
- INE map of Salinas （页面存档备份，存于）